# Eugen Wolf (Journalist)

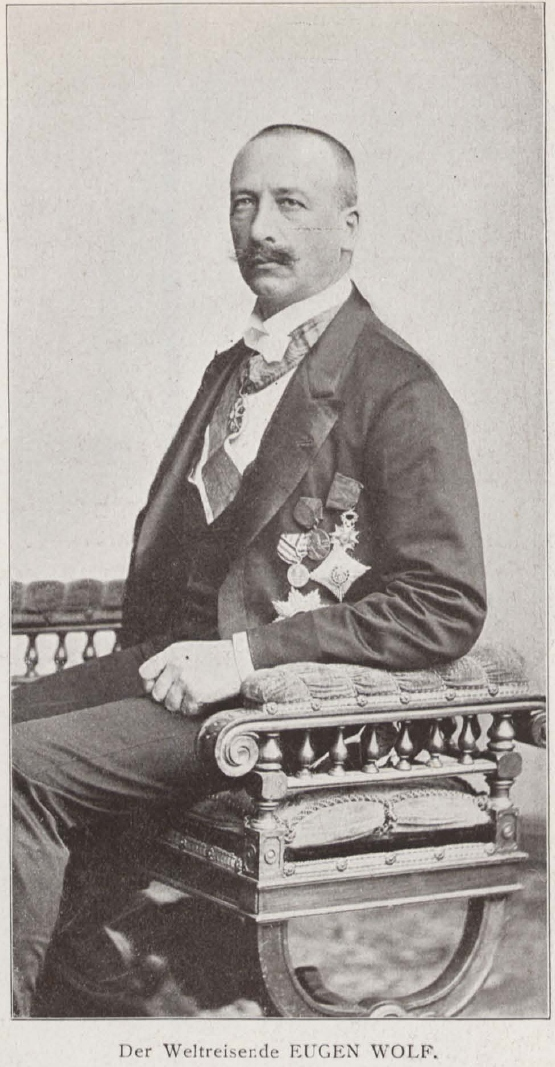
Eugen Wolf. Foto von 1899.

Tippu Tip und Eugen Wolf

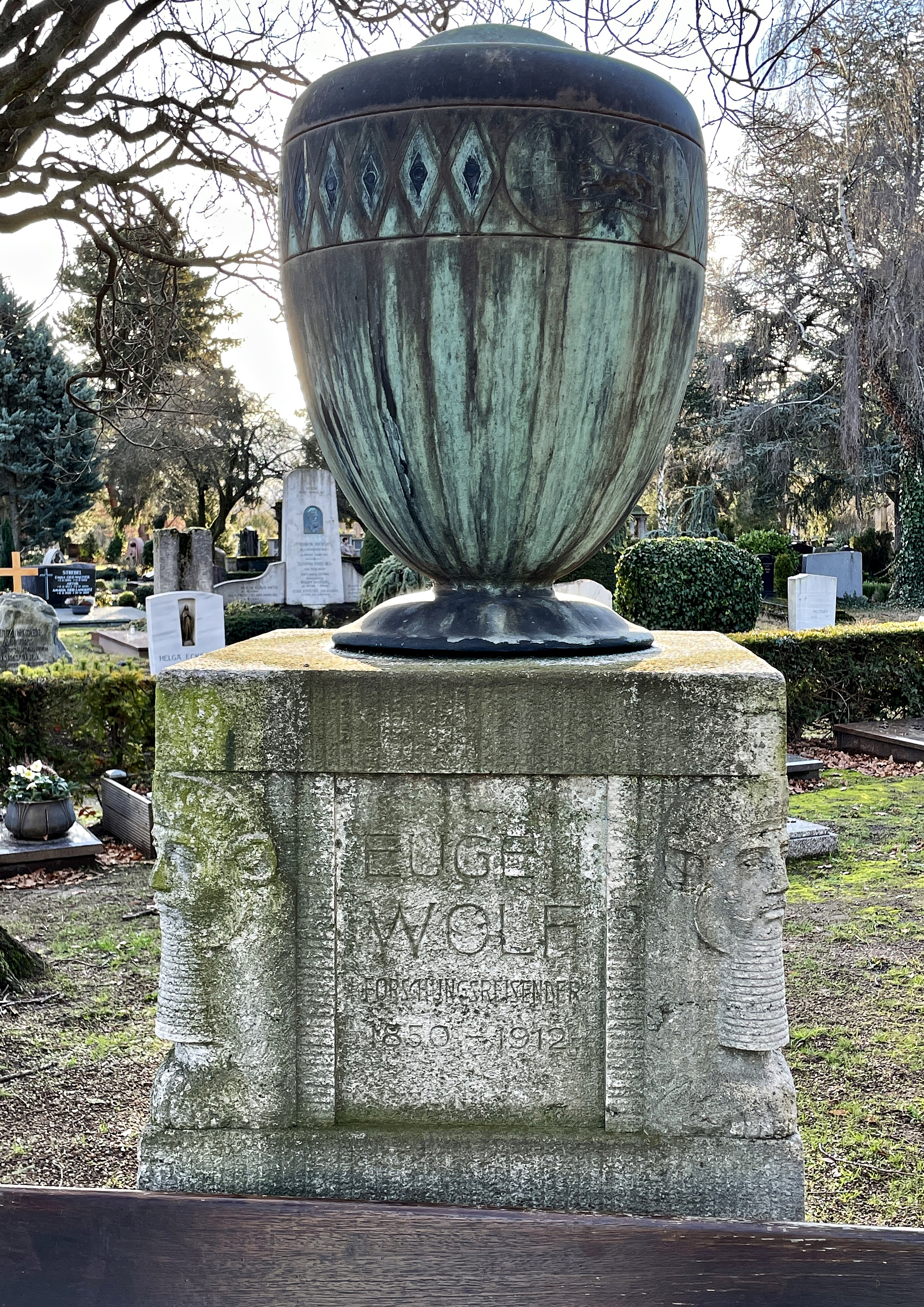
Grabdenkmal, Hauptfriedhof Neustadt/Weinstraße

Eugen Wolf (* 24. Januar 1850 in Kirchheimbolanden; † 10. Mai 1912 in München) war ein deutscher Forschungsreisender und Schriftsteller.

## Leben
Eugen Wolf war jüdischer Abstammung und wurde geboren als Sohn des in Kirchheimbolanden ansässigen Arztes Lazarus Wolf sowie dessen Gattin Rosina geb. Levi. Er studierte Medizin an der Universität Heidelberg und nahm als Kriegsfreiwilliger am Feldzug von 1870/71 teil. In die Heimat zurückgekehrt wandte er sich von der medizinischen Laufbahn ab und verbrachte den größten Teil seines Lebens mit Studienreisen, zuerst in Europa, dann in der Neuen Welt, in Afrika und im Fernen Osten. 1873 fuhr er nach Südamerika, dann nach Zentralafrika (1884 bis 1885), in die Vereinigten Staaten (1887), nach Ostafrika (1889 bis 1890), nach Südafrika (1891 bis 1892) und nach Madagaskar (1895). Vom August 1896 bis zum Juni 1898 war er in China, Japan und Sibirien. 1909 nahm er als Zoologe an der Hanseatischen Südsee-Expedition unter der Leitung von Georg Friederici an Bord der Natuna nach Neuguinea, Ozeanien teil.
Der polyglotte Wolf traf sich in Deutschland und im Ausland mit Politikern, Geschäftsmännern und Diplomaten zur Förderung der weltpolitischen Rolle des neu gegründeten Deutschen Reichs. Er stellte den internationalen Handel als Schlüsselelement für die Entwicklung Deutschlands als Weltmacht dar.
Als ausgesprochener Patriot hatte er Befürchtungen, die wachsende Präsenz von Russen, Amerikanern und Japanern würden die Möglichkeiten für deutsche Expansion begrenzen. Er legte seine Gedanken Otto von Bismarck während einiger Treffen mit ihm dar und wiederholte sie in seinem Reisebericht Meine Wanderungen. I: Im Innern Chinas, der 1901 veröffentlicht wurde. In China war er u. a. mit Kaiser Guangxu und dem einflussreichen General Li Hongzhang zusammengetroffen, hatte ausländische Handelsniederlassungen besucht und einen Plan zur Verstärkung des deutschen Einflusses erarbeitet, den er nach seiner Rückkehr im Ministerium für Auswärtige Angelegenheiten in Berlin vortrug.
Laut seinem Nachruf in der Augsburger Postzeitung verwandte Eugen Wolf seinen ganzen politischen Einfluss, um dem durch den Kulturkampf vertriebenen Orden der Spiritaner die Rückkehr nach Deutschland zu ermöglichen. Zu diesem Zweck habe er den Provinzial, Pater Amandus Acker, persönlich zum Reichskanzler Leo von Caprivi geführt und ihn diesem empfohlen, wodurch 1895 das Spiritanerkloster Knechtsteden gegründet werden konnte.
Eugen Wolf starb 1912 in München an Typhus.

## Werk
Wolf war ein produktiver Schriftsteller, er veröffentlichte seine Reiseberichte in mehreren Büchern und in einer Reihe von Zeitungsartikeln, die zuerst im Berliner Tageblatt erschienen. Er nutzte seine Schriften, um die internationalen Beziehungen politisch und ökonomisch zu fördern. Er verband seine umfangreichen Sammelaktivitäten zu einer internationalen Agenda, indem er ethnologische Sammlungen für bayerische und preußische Museen spendete.
- Meine Wanderungen: Im Innern Chinas. Deutsche Verlags-Anstalt, Stuttgart, Leipzig 1901, urn:nbn:de:bsz:14-db-id18511581031.
- Vom Fürsten Bismarck und seinem Haus. Tagebuchblätter von Eugen Wolf, mit drei Porträts und einem Brief in Faksimile. 1904.
- Die Hanseatischen Südsee-Expedition im Jahre 1909. Reisebericht. Wissenschaftliche Ergebnisse der Hanseatischen Südsee-Expedition 1909, Band I. In: Abhandlungen der Senckenbergischen Naturforschenden Gesellschaft, Band 36 Heft 2, Frankfurt 1915. Archive.org

## Die Tschuktschen-Sammlung
Die Tschuktschen-Sammlung wurde am 14. Januar 1899  offiziell dem Staatlichen Museum für Völkerkunde gespendet.
Die sibirische Sammlung zeigt Proben aus verschiedenen Regionen Sibiriens, der größte Teil ist von Tschuktschen und Eskimos von der Tschuktschen-Halbinsel im nordöstlichen Sibirien. Obwohl die wertvollen Originale der Sammlung unbekannt sind (es ist nicht sicher, ob die Sammlung von Eugen Wolf selbst stammt), sind sie von großer Bedeutung, weil sie alle Aspekte des Lebens der Rentierhirten in der Tundra systematisch ordnet und nur ein kleiner Teil der Proben dieser Periode sich in Museen befindet.
Die Tschuktschen-Sammlung zeigt Kleidung der Tschuktschen für Erwachsene und Kinder. Es gibt auch Kinderspielzeug (Lederbälle, Trommeln), zwei Musikinstrumente (eine handgemachte Geige und eine Balalaika). Wichtige Artikel sind Anzünder, Feuerbretter, rituale Trommeln und Handschuhe zur Präparation von Toten.